# 国鉄EF64形電気機関車
国鉄EF64形電気機関車（こくてつEF64がたでんききかんしゃ）は、日本国有鉄道（国鉄）が1964年（昭和39年）に開発した、勾配線区用向け直流電気機関車である。

## 概要
1960年（昭和35年）に国鉄の大型電気機関車としては最初の近代化形であるEF60が完成して以後、本線の列車牽引用としては東海道・山陽本線向けのEF61と信越本線用のEF62・EF63が開発されていた。
EF60・EF61は平坦路線牽引用、またEF62は信越本線横川 - 軽井沢間の国鉄最急勾配に対応した本務機、EF63は碓氷峠用補助機関車（補機）という特殊設計となっており、他の一般勾配路線では、EF62・EF63が備える急勾配用の装置は必要としなかった。
しかし一方で、奥羽本線の板谷峠（1949年(昭和24年)に直流電化、1968年(昭和43年)に交流化し当形式は撤退）越え区間や、中央本線など、20‰ - 33‰程度の中勾配区間に対応する発電ブレーキ搭載の新型F級電気機関車が必要とされる直流電化路線も多く、これに対応するために開発され1964年（昭和39年）に登場したのが本形式である。
1964年（昭和39年）から1976年（昭和51年）の間に、基本番台（EF64 1 - 79）79両、1980年（昭和55年）から1982年（昭和57年）の間に大幅な設計変更を行った1000番台（EF64 1001 - 1053）53両の計132両が製造された。

## 構造
共通事項のみ記す。

### 車体
重連運転を行うことから前面がEF62・EF63と同様に貫通形となっているが、前面窓部分の傾斜をなくしているためEF62・EF63とは若干印象の異なる前面形状となった。
また本形式では車体塗装をぶどう色2号ではなく、青15号に前面下半部のみクリーム1号の新塗装としている。従来は寝台特急牽引用のEF60 500のみが青色とクリーム色のツートンカラーであったが、本形式以降、直流新形電気機関車はすべてこの塗装が採用されることとなった。

### 搭載機器
EF62形をベースに、軸配置を2軸ボギー3台車の一般的な配置「Bo-Bo-Bo」に戻し、併せて歯車比をEF62形の16:71=1:4.44から高速性能をやや重視した18:69=1:3.83に変更した。
制御方式は、直列・直並列・並列の3段組み合わせ制御である。制御装置として、電動カム軸式抵抗制御器（CS22）、電動カム軸式転換・バーニア制御器（CS23）、電動カム軸式界磁制御器（CS24）を搭載する。勾配区間での空転・滑走対策としてはEF62形を基にした主回路の橋絡渡り接続、ノッチ細分化や軸重補償が採用された。
主電動機は設計当時国鉄電気機関車で標準的に採用されていた直流直巻整流子電動機のMT52（端子電圧750V時1時間定格定格出力425kW）を6基搭載する。総定格出力は2,550kWである。
重連運転を想定し、重連総括制御装置と正面貫通扉を備え、また下り坂での安全対策のため発電ブレーキを搭載する。発電ブレーキが速やかに立ち上がるよう、本形式の逆転器は界磁電流の向きを変える界磁転換方式ではなく、電機子電流の向きを変えるという電機子転換方式を採用した。発電ブレーキはあくまで66.7‰での運用を前提としたEF62形に対し、25‰ - 35‰前後の勾配で運用することを基本に編成重量に応じた均衡速度を選択できるものとなり、EF62・EF63で採用した発電ブレーキ時のバーニア制御等、急勾配対策の特殊装備は省略されている。
客車に使用するため電気暖房装置（EG）を搭載した車両と、未搭載の貨車専用機が存在する。

## 番台別概説

### 0番台
勾配線用で発電ブレーキを常用する設計であることから、抵抗器の放熱を効率よく行うため、車体側面のエアフィルタ部の開口面積を大きく設計してあるのが特徴である。79両が製造された。
台車は、同じ軸配置B-B-BかつMT52系電動機搭載のEF70用をベースとした、DT120A（両端台車）およびDT121A（中間台車）を装着する。
制御器用電源として、MH81B-DM44B二相交流式電動発電機を搭載する。交流60Hz、5kVAの容量を備え、交流24V、交流50V、交流100Vのほか、整流器を介して直流100Vを供給する。加えて、EG搭載機にはMH107A-DM69A電動発電機を搭載する。
空気ブレーキなどで使用される圧縮空気を供給する電動空気圧縮機は、架線からの直流1,500Vを電源としたシロッコファン式のMH92B-C3000を1基搭載する。
冷却用の電動送風機は架線からの直流1,500Vを電源とし、主電動機用としてMH91I-FK102を2基、主抵抗器用としてMH110-FK77を6基搭載する。
また、当初の投入区間が豪雪地帯である板谷峠であったことから、EF16を参考に寒冷地対策も重視され汽笛はAW2形とAW5形の2種類を装備、台車の砂撒き管には凍結対策のヒーターを備えたほか、運転室前面窓上にはツララ切り、窓周囲には防護柵（プロテクター）取り付け用のボルトが備えられた。
集電方式(パンタグラフ）はPS17形を装備する。

#### 量産試作機（EF64 1・2）
1964年（昭和39年）11月に落成した量産試作機。

#### 1次量産機（EF64 3 - 12）

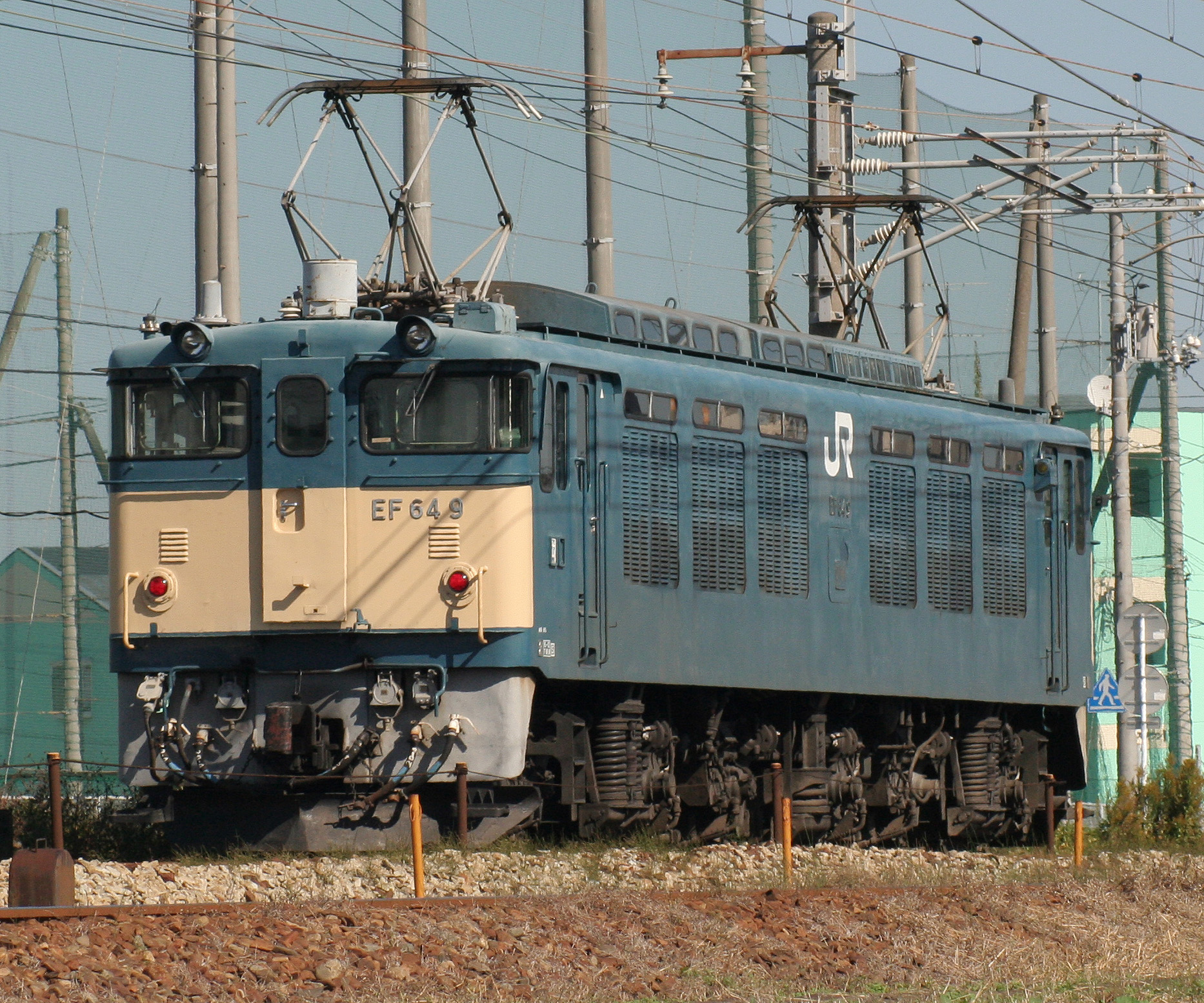
EF64 9（1次量産機）
山陽本線西阿知 - 倉敷間 2007年11月7日

1965年（昭和40年）7月から9月にかけて落成した1次量産機。
- 試作機とほぼ同じに見えるが、これ以降の量産機は運転台の構造が見直され全く異なる寸法で製造されている。
- 抵抗制御器をCS22からCS22Aに変更。
- バーニア制御器をCS23からCS23Aに変更。
- 車体構体の強化。
- 前面ツララ切りや運転室側面窓上の雨樋は寸法・形状が変更されたほか、機器室にパンタグラフ用の非常空気溜が追加された。
- 1・2を含めて外観上の特徴は、尾灯が小型の内はめ式で避雷器はLA15を集電装置前方に設置。

#### 2次量産機（EF64 13 - 28）

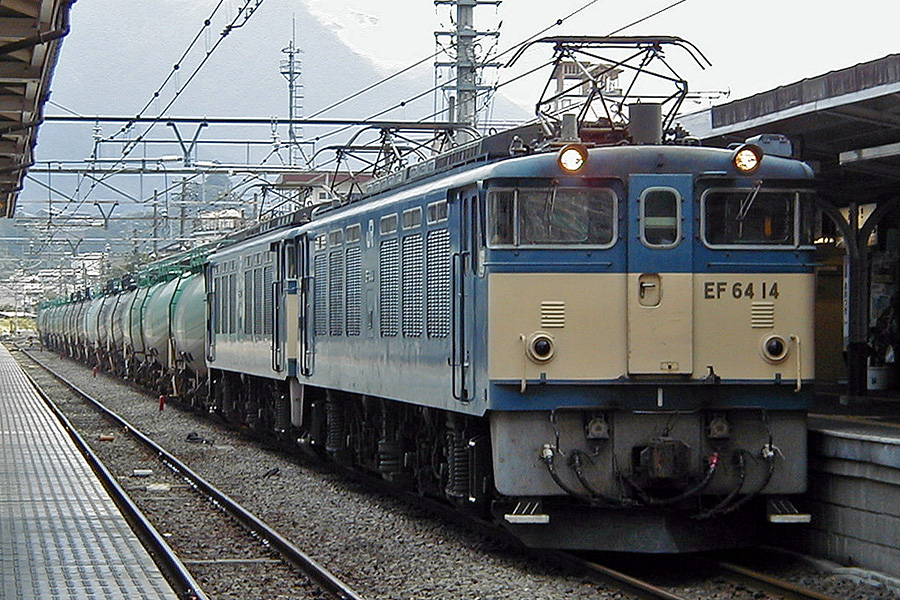
EF64 14（2次量産機）
2002年9月10日

1966年（昭和41年）3月から6月にかけて落成した2次量産機。
純貨物列車牽引用として客車暖房器具を搭載せず同重量の死重を搭載する。
- 尾灯を大型化。

#### 3次量産機（EF64 29・30）
1968年（昭和43年）9月に落成した3次量産機。
- 主電動機は、電機子絶縁強化を図ったMT52Aに変更。
- 避雷器をLA15からLA15Bに変更。
- EG用電動発電機をころ軸受を採用したMH107B-DM69Bに変更。
- 乗務員室の床を木材からロンリウムへ変更。

#### 4次量産機（EF64 31 - 36）

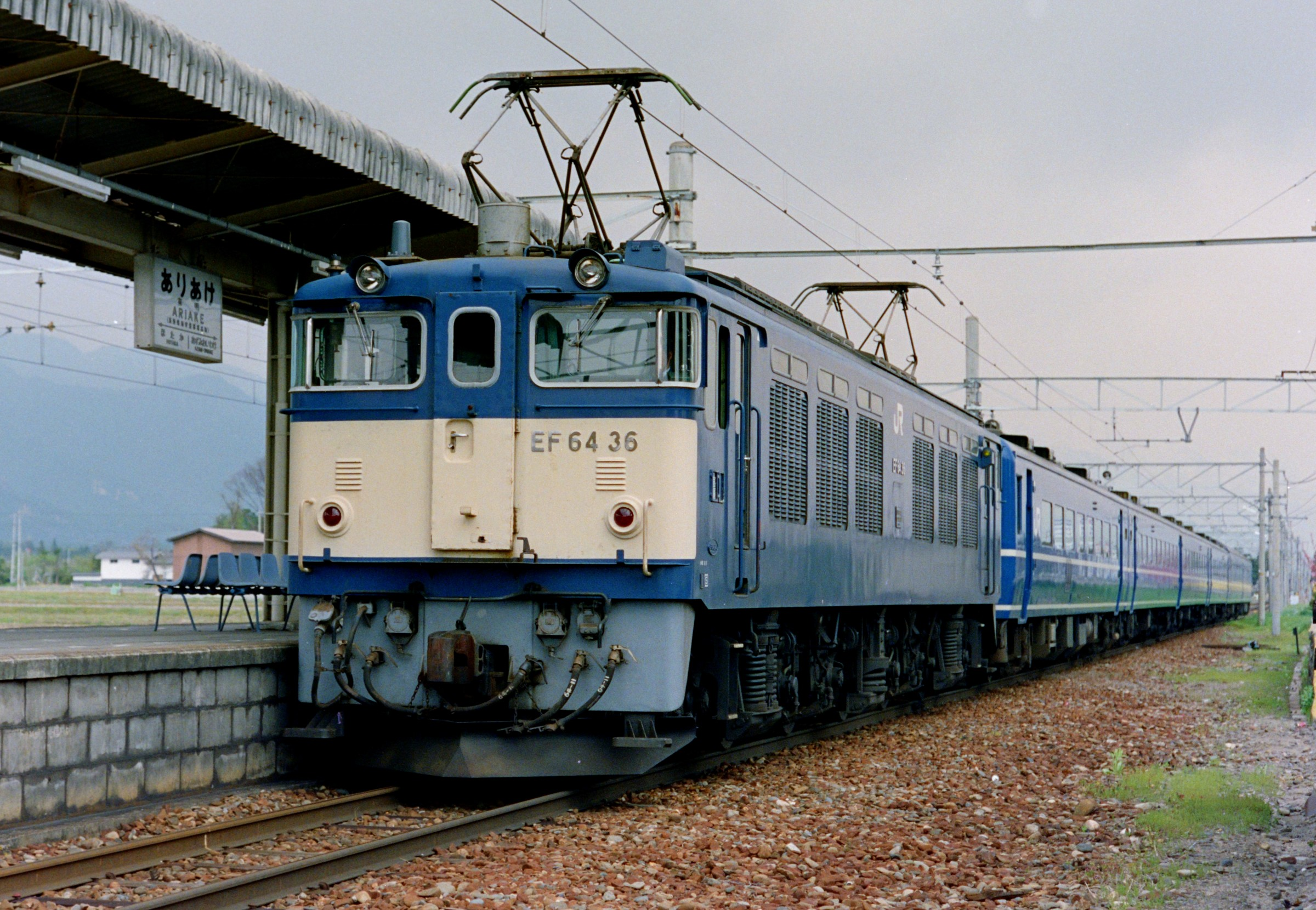
EF64 36（4次量産機）
有明駅 1989年5月3日

1970年（昭和45年）1月から4月にかけて落成した4次量産機。
- 抵抗制御器をCS22AからCS22Bに変更。
- バーニア制御器をCS23AからCS23Bに変更。
- 界磁制御器をCS24からCS24Aに変更。
- 電動送風機を静音形ターボファン式のMH91I-FK102に変更。
- 室内灯を白熱電球から蛍光灯に変更。
- EB・TE装置を搭載。
- 前面窓の防護柵を撤去。

#### 5次量産機（EF64 37 - 43）

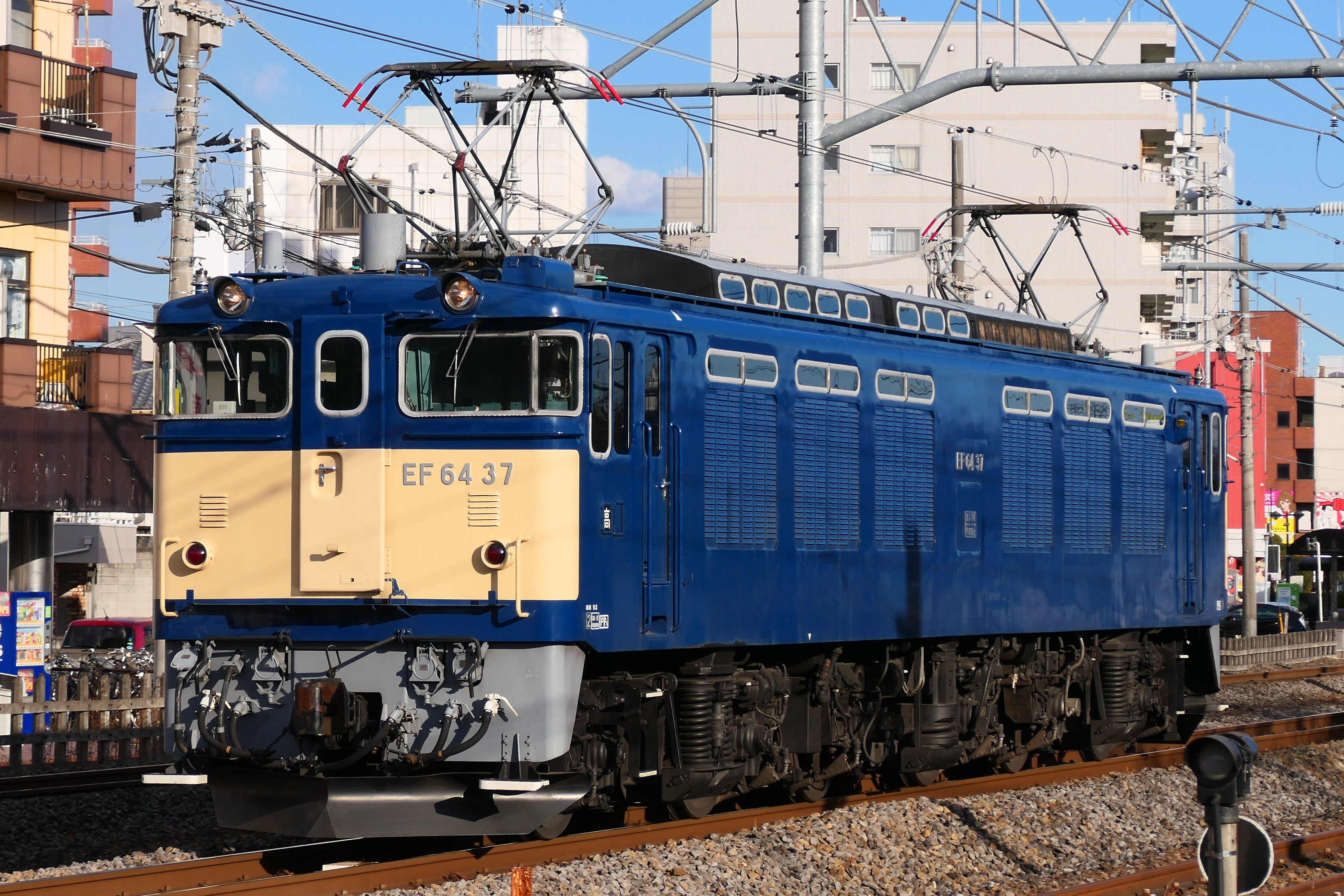
EF64 37（5次量産機）
深谷 - 岡部間 2021年2月4日

1971年（昭和46年）3月から5月にかけて落成した5次量産機。
- 抵抗制御器をCS22BからCS22Cに変更。
- バーニア制御器をCS23BからCS23Cに変更。
- 界磁制御器をCS24AからCS24Bに変更。
- 単位スイッチをSR114からSR124に、SR117からSR125に変更。
- 前面貫通扉ステップの形状変更。
- 前面窓がデフロスタから熱線入りガラスに変更。
- 空転滑走検知装置を車軸発電機方式から電機子電流の変化を検知する方式へ変更。
- 貫通扉下側のステップの長さを手すりの内側まで短縮。

#### 6次量産機（EF64 44・45）
1971年（昭和46年）9月に落成した6次量産機。仕様は5次量産機と同一。

#### 7次量産機（EF64 46 - 75）

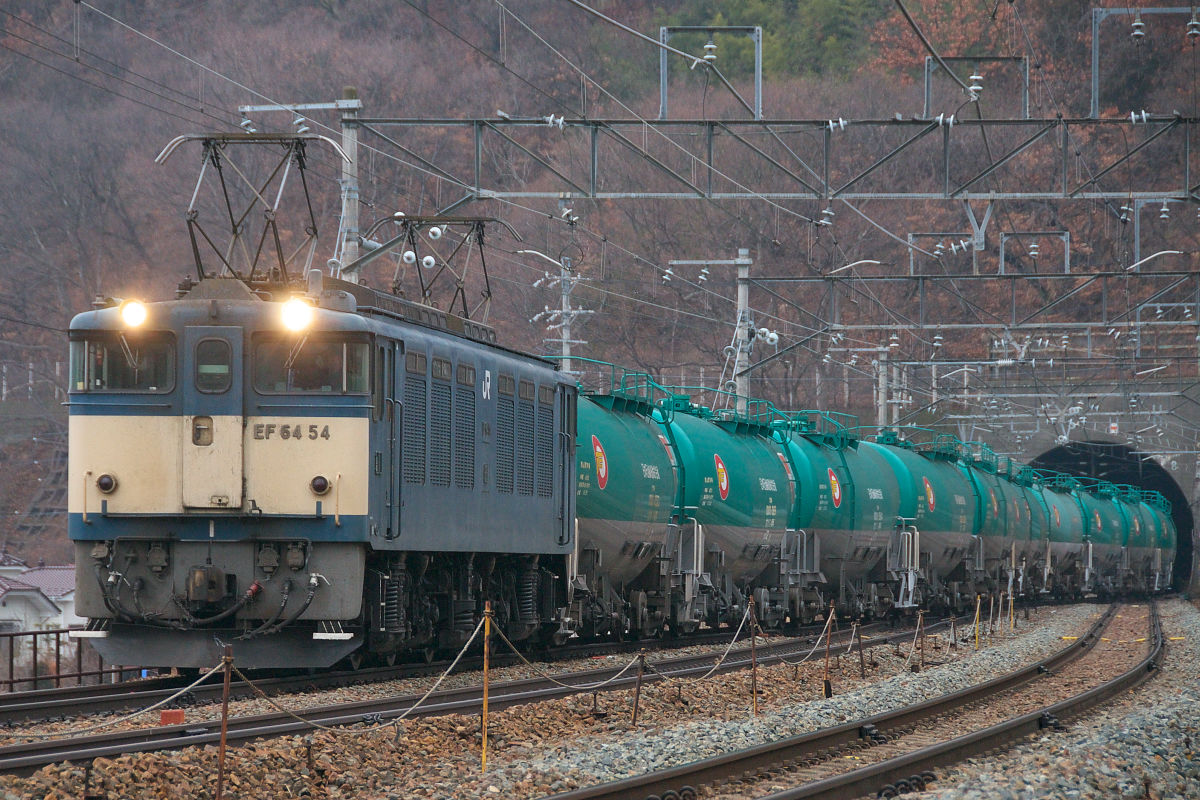
EF64 54（7次量産機）
坂城駅 2008年3月11日

1973年（昭和48年）3月から7月にかけて落成した7次量産機。
- 抵抗制御器をCS22CからCS22Dに変更。
- バーニア制御器をCS23CからCS23Dに変更。
- 界磁制御器をCS24BからCS24Cに変更。
- 制御器前面に観音扉を取付。

- 以上4点は雪害対策の一環。

- 避雷器をLA15BからLA15Dに変更し、集電装置後方に移設。
- 尾灯を外はめ式に変更。
- EG表示灯の形状が台形タイプに変更。
- 運転室の換気を通風口による自然通風ではなく扇風機による方式としたため、車体前面窓下に設けられていた通風口を廃止。
- 扇風機設置のため前頭部屋根に張り出し。
- 高速時における鋳鉄制輪子の制動力低下を補うため機関車のブレーキシリンダ圧力を1.66倍に増圧する応速度単機増圧装置を設置。

#### 8次量産機（EF64 76 - 79）
1976年（昭和51年）1月に落成した8次量産機のEF64 76・77と11月に落成した9次量産機のEF64 78・79に大別される。
- エアフィルタの一部がFRP成型に変更。
- ナンバープレートを切り文字からプレート状に変更。

なお、各製造次別の製造メーカー・EG搭載・新製配置・名目は下記表を参照。
| 製造次     | 車両番号     | 製造メーカー            | 電気暖房用EG | 予算                | 製造名目                                                            | 新製配置                  |
| ---------- | ------------ | ----------------------- | ------------ | ------------------- | ------------------------------------------------------------------- | ------------------------- |
| 量産試作機 | EF64 1       | 東芝                    | 搭載         | 昭和38年度第3次債務 | 奥羽本線板谷峠対応EF16取替                                          | 福島機関区                |
| 量産試作機 | EF64 2       | 川崎車輛 川崎電機製造   | 搭載         | 昭和38年度第3次債務 | 奥羽本線板谷峠対応EF16取替                                          | 福島機関区                |
| 1次量産機  | EF64 3 - 7   | 東芝                    | 搭載         | 昭和39年度第5次債務 | 奥羽本線板谷峠対応EF16取替                                          | 福島機関区                |
| 1次量産機  | EF64 8 - 12  | 川崎車輛・ 川崎電気製造 | 搭載         | 昭和39年度第5次債務 | 奥羽本線板谷峠対応EF16取替                                          | 福島機関区                |
| 2次量産機  | EF64 13      | 東芝                    | 未搭載       | 昭和40年度第2次民有 | 中央東線および既電化区間輸送力増強用                                | 甲府機関区                |
| 2次量産機  | EF64 14・15  | 川崎車輛 川崎電気製造   | 未搭載       | 昭和40年度第2次民有 | 中央東線および既電化区間輸送力増強用                                | 甲府機関区                |
| 2次量産機  | EF64 16 - 20 | 東芝                    | 未搭載       | 昭和40年度第1次債務 | 中央西線名古屋 - 瑞浪間電化開業                                     | 甲府機関区                |
| 2次量産機  | EF64 21 - 28 | 川崎車輛 川崎電気製造   | 未搭載       | 昭和40年度第1次債務 | 中央西線名古屋 - 瑞浪間電化開業                                     | 甲府機関区                |
| 3次量産機  | EF64 29・30  | 川崎車輛 川崎電気製造   | 未搭載       | 昭和42年度第3次債務 | 中央西線瑞浪 - 中津川間電化開業                                     | 稲沢第二機関区            |
| 4次量産機  | EF64 31・32  | 川崎重工業 富士電機     | 搭載         | 昭和44年度民有      | 新東京国際空港資材運搬                                              | 甲府機関区                |
| 4次量産機  | EF64 33 - 36 | 川崎重工業 富士電機     | 搭載         | 昭和44年度第2次債務 | 中央東線・飯田線・身延線貨物列車輸送力増強                          | 甲府機関区                |
| 5次量産機  | EF64 37 - 39 | 汽車製造 東洋電機製造   | 搭載         | 昭和45年度第1次債務 | 飯田線・身延線等貨物列車輸送力増強および 中央東線電気機関車新性能化 | 甲府機関区                |
| 5次量産機  | EF64 40 - 43 | 川崎重工業 富士電機     | 搭載         | 昭和45年度第1次債務 | 飯田線・身延線等貨物列車輸送力増強および 中央東線電気機関車新性能化 | 甲府機関区                |
| 6次量産機  | EF64 44      | 汽車製造 東洋電機製造   | 搭載         | 昭和45年度第3次債務 | 中央東線石油専用列車増発                                            | 甲府機関区                |
| 6次量産機  | 45           | 川崎重工業 富士電機     | 搭載         | 昭和45年度第3次債務 | 中央東線石油専用列車増発                                            | 甲府機関区                |
| 7次量産機  | EF64 46 - 50 | 川崎重工業 東洋電機製造 | 搭載         | 昭和48年度民有      | 中央西線中津川 - 塩尻間および 篠ノ井線松本 - 篠ノ井間電化開業       | 篠ノ井機関区              |
| 7次量産機  | EF64 51 - 55 | 川崎重工業 富士電機     | 搭載         | 昭和48年度民有      | 中央西線中津川 - 塩尻間および 篠ノ井線松本 - 篠ノ井間電化開業       | 長野運転所                |
| 7次量産機  | EF64 56 - 64 | 川崎重工業 東洋電機製造 | 未搭載       | 昭和48年度民有      | 中央西線中津川 - 塩尻間および 篠ノ井線松本 - 篠ノ井間電化開業       | 甲府機関区 長野運転所     |
| 7次量産機  | EF64 65 - 75 | 川崎重工業 富士電機     | 未搭載       | 昭和48年度民有      | 中央西線中津川 - 塩尻間および 篠ノ井線松本 - 篠ノ井間電化開業       | 稲沢第二機関区 長野運転所 |
| 8次量産機  | EF64 76      | 川崎重工業 富士電機     | 未搭載       | 昭和49年度第3次債務 | 飯田線旧型電気機関車代替                                            | 甲府機関区                |
| 8次量産機  | EF64 77      | 川崎重工業 東洋電機製造 | 未搭載       | 昭和49年度第3次債務 | 飯田線旧型電気機関車代替                                            | 甲府機関区                |
| 9次量産機  | EF64 78・79  | 川崎重工業 東洋電機製造 | 未搭載       | 昭和50年度第2次債務 | 飯田線旧型電気機関車代替                                            | 甲府機関区                |

### 1000番台
1000番台は1970年代末期に開発された国鉄最後の直流電気機関車である。上越線や高崎線で当時使われていたEF58・EF15・EF16の置き換え用に1980年（昭和55年）より投入された。
EF64 1011は川崎重工業の機関車（SL・EL・DL）製造累計4500号車であり、兵庫工場で記念式典が行われた。ラストナンバーは1982年（昭和57年）10月28日落成のEF64 1053であり、同機は国鉄最後の新製機関車である。
性能は基本番台とほぼ同様であるが、各部仕様は基礎から再検討がなされたため、基本番台との差異は大きい。計画にあっては形式の変更もあり得たが、労働組合との間で新型機関車導入に関わる難しい折衝を行う必要があるので在来機のマイナーチェンジ（新規番台区分）扱いとした。
上越線の沿線が国内有数の豪雪地帯であったことから、雪害対策を特に重視し、車内機器配置方法は大きく変更された。車体側面の一端に大型のブロアールーバーがあり、ここが第2機器室、その前後が第1機器室、第3機器室と3分割にされた。主抵抗器とその送風機や主電動機送風機など冷却空気の必要な機器を第2機器室に集中して配置し、主抵抗器の排熱風をルーバーとその内側のフィルタの間に還流することで防雪対策としているほか、運転室の防音にも配慮している。第1機器室と第3機器室には発熱の少ない機器が配置されているが、主電動機送風機で室内を与圧することで粉雪や塵埃の侵入を抑止し、防雪・防塵対策としている。この結果、他の国鉄電機では見られない側面左右非対称の車体になった。
耐雪装備を大幅に強化し、本形式基本番台やEF65の一部、EF81の一部に搭載されている発熱体付きの砂管は、通常の塗装では熱により塗膜が劣化、剥離するため、アルミ粉が含まれた耐熱塗料で塗装されている。
制御装置は基本番台最終増備機に準じたCS22D抵抗制御器・CS23Dバーニア制御器・CS24C界磁制御器を搭載しており、1000番台・基本番台双方との重連総括運転が可能である。
制御器および補機の動作用電源として、電動発電機はDM104ブラシレス直流電動機を採用してブラシレス化を行い、電気暖房用電源 (EG) はサイリスタを使用したSC14静止形インバータとした。
主抵抗器は基本番台のMR74では発電ブレーキ時の容量が不足することから新設計のMR146に、主電動機は電機子軸径とブラシ保持器改良などを図ったMT52Bに、集電装置はPS22B下枠交差式パンタグラフとなった。
車体が長くなった結果、基本番台の台車では両端台車の首振り角および中間台車の左右動幅が不足するため、EF81にて実績のある揺れ枕省略形のDT138・DT139に勾配途中での長時間停車時に使用するブレーキシリンダロック装置を追加した、DT138A（両端台車）/DT139A（中間台車）とした。
空気ブレーキなどで使用される圧縮空気を供給する電動空気圧縮機は、MH3064A - C3000形を1基搭載する。これはEF66 0番台2次機と同様のものである。
電動機などの冷却に使用する電動送風機は、主電動機用としてMH3084 - FK144を、抵抗器用としてMH3085-FK145を、それぞれ1基ずつ搭載する。
なお、2次機からは集電装置がPS22Cに変更され、上越線水上 - 石打間補機運用に充当する際、深夜に重連総括制御用ジャンパ連結器などを着脱する際の照明の設置が求められたことから、正面ジャンパ連結器上部に斜め下向きの作業灯が追加設置された。
1000番台番号別分類
| 製造次 | 車両番号         | 製造メーカー            | 電気暖房用EG | 予算                | 新製配置   |
| ------ | ---------------- | ----------------------- | ------------ | ------------------- | ---------- |
| 1次機  | EF64 1001 - 1007 | 川崎重工業 東洋電機製造 | 搭載         | 昭和54年度第2次債務 | 長岡運転所 |
| 1次機  | EF64 1008 - 1016 | 川崎重工業 富士電機     | 搭載         | 昭和54年度第2次債務 | 長岡運転所 |
| 2次機  | EF64 1017 - 1023 | 川崎重工業 東洋電機製造 | 搭載         | 昭和55年度第1次債務 | 長岡運転所 |
| 2次機  | 1024 - 1032      | 川崎重工業 富士電機     | 搭載         | 昭和55年度第1次債務 | 長岡運転所 |
| 3次機  | EF64 1033 - 1041 | 川崎重工業 東洋電機製造 | 未搭載       | 昭和56年度第1次債務 | 長岡運転所 |
| 3次機  | EF64 1042 - 1053 | 川崎重工業 富士電機     | 未搭載       | 昭和56年度第1次債務 | 長岡運転所 |

1000番台製造時、川崎重工業兵庫工場での車体製作スケジュールが確保できなかったため、同社宇都宮工場（1986年<昭和61年>廃止）で車体製作と塗装を実施し、完成した構体を兵庫工場まで輸送して最終的な艤装作業が実施された。

## 運用

### 国鉄時代
| EF64 10011984年 寝台特急「出羽」  |  | EF64 10171985年 寝台急行「天の川」  |
| EF64 1001 1984年 寝台特急「出羽」 |  | EF64 1017 1985年 寝台急行「天の川」 |

1964年（昭和39年）から1965年（昭和40年）にかけて落成した最初の12両は直流電化区間だった奥羽本線板谷峠越え（福島 - 米沢間）のEF16の置換え用として福島機関区に配置され、試運転を経て1965年（昭和40年）10月からEF16に代わり本格的な運用を開始、急行「津軽」に代表される客車列車、貨物列車の牽引だけでなく、同区間を通る気動車特急であった「つばさ」・「やまばと」の前補機も務めたが、これらは1968年（昭和43年）の同線交流化に伴い、全機が稲沢第二機関区に転出した。
1966年（昭和41年）から製造された基本番台増備機は、甲府機関区・長野運転所・篠ノ井機関区・稲沢第二機関区などに配置され、主に中央本線・篠ノ井線で運用された。
上越線への1000番台投入の前には乗務員訓練・営業運転などで、基本番台5両が長岡運転所に転出し上野 - 長岡間で急行「能登」や寝台特急「北陸」などを牽引するなど1000番台と共用されたが、計画両数が出揃った後に再び転配された。
1000番台53両は落成時点では全機が長岡運転所に配置され、増備機が落成すると一部は高崎第二機関区（現在の高崎機関区）に転出したが、いずれも上越線で使用された。
1980年（昭和55年）には伯備線電化に備え、基本番台の一部が岡山機関区に転出したほか、1987年（昭和62年）には長岡運転所から1000番台も転出した。また1984年（昭和59年）に青梅線・南武線の貨物列車で使用していたED16の取替えのため基本番台・1000番台の一部が八王子機関区（後の八王子総合鉄道部）に転出した。
EF64 58は1978年（昭和53年）10月に長野県で開催されたやまびこ国体、EF64 77は1986年（昭和61年）10月に山梨県で開催されたかいじ国体の際にそれぞれお召し列車を牽引した。お召し予備機のEF64 62とあわせて供奉車との電話用栓受けが設置されている。塗装はEF64 58は連結器および解放テコ・手すりなどが銀色に装飾されただけなのに対し、EF64 77は車体側面に白線が追加されているが、のちの更新でJR貨物標準色となり、お召し機としての特徴を失った。

### JR発足後
1987年（昭和62年）の国鉄分割民営化では本形式は基本番台・1000番台とも製造された全機がJRに承継された。貨物列車牽引用に使用されていた車両が多く日本貨物鉄道（JR貨物）に全体の85%に及ぶ113両（基本番台68両・1000番台45両）が、東日本旅客鉄道（JR東日本）に14両（基本番台6両・1000番台8両）が、東海旅客鉄道（JR東海）に基本番台3両が、西日本旅客鉄道（JR西日本）に基本番台2両がそれぞれ承継された。
| 会社     | 所属         | 車両番号                                             | 総数 | 総数  |
| -------- | ------------ | ---------------------------------------------------- | ---- | ----- |
| JR東日本 | 高崎運転所   | EF64 36 - 39・1001                                   | 5両  | 14両  |
| JR東日本 | 北長野運転所 | EF64 41・42                                          | 2両  | 14両  |
| JR東日本 | 長岡運転区   | EF64 1029 - 1032・1051 - 1053                        | 7両  | 14両  |
| JR東海   | 名古屋車両区 | EF64 2・35・66                                       | 3両  | 3両   |
| JR西日本 | 下関運転所   | EF64 1・9                                            | 2両  | 2両   |
| JR貨物   | 高崎機関区   | EF64 3・8・1002 - 1028・1033 - 1047                  | 44両 | 113両 |
| JR貨物   | 塩尻機関区   | EF64 10・13 - 26・43 - 55・58 - 64・68 - 70          | 38両 | 113両 |
| JR貨物   | 稲沢機関区   | EF64 4 - 7・11・12・27 - 34・56・57・65・67・71 - 79 | 27両 | 113両 |
| JR貨物   | 岡山機関区   | EF64 40・1048 - 1050                                 | 4両  | 113両 |

#### JR東日本
| EF64 38寝台特急「あけぼの」  |  | EF64 1031中央本線 団体列車  |
| EF64 38 寝台特急「あけぼの」 |  | EF64 1031 中央本線 団体列車 |

現在は定期運用をもたず、臨時列車・ジョイフルトレイン・工臨・配給列車（#電車牽引用特殊装備の設置も参照）で運用される。
以前は寝台特急牽引の定期運用があった。運用区間はいずれも上野 - 長岡間で1000番台が充当され、民営化時は「北陸」と「出羽」を担当。1990年（平成2年）9月からは「鳥海」が加わり3往復体制になるが、「出羽」・「鳥海」は1997年（平成9年）3月までに廃止。2009年（平成21年）3月14日からは冬季定時性確保のため、「あけぼの」がEF81から1000番台に変更。さらに翌2010年（平成22年）3月12日の「北陸」廃止までの1年間だけ0番台（EF64 37・38）も運用に投入された。その後、EF64 37・38は高崎車両センターに戻り、1000番台が2014年（平成26年）3月14日の「あけぼの」の廃止まで担当した。2015年（平成27年）には、EF64 1052・1053が長岡車両センターから高崎車両センターに転属、老朽化の進んでいるEF64 38・39を置き換えた。
工臨運用の気動車化や臨時運用の減少に伴い、2021年（令和3年）11月にEF64 37・1052が秋田車両センターへ廃車回送された。これにより、基本番台は全機引退となった。
車両の老朽化に伴い、2024年（令和6年）11月をもってぐんま車両センター所属のEF64 1001・1053の営業運転を終了した。

#### JR東海
ジョイフルトレイン「ユーロライナー」の牽引や工臨に充当された。
民営化時は名古屋車両所に配置されていたが、のちには静岡車両区に転属した。2005年（平成17年）の「ユーロライナー」消滅後は、もっぱら工臨運用に充当されるケースが多かったが、2008年（平成20年）にレール輸送用キヤ97系が登場。本形式による工臨運用も置換えられ、2009年（平成21年）1月16日付でEF64 2が廃車されJR東海所有の本形式は消滅した。

#### JR西日本
民営化時には下関運転所に配置されていたが、のちに岡山電車区に転属した。
稼動状態にあったのは9のみで山陽本線・伯備線・山陰本線などで臨時列車や工臨運用のほか、JR貨物岡山機関区の代走運用にも投入された。
2009年（平成21年）までに2両とも廃車となり、JR西日本所有の本形式は消滅した。

#### JR貨物
後継形式開発遅れのため、基本番台初期機には製造後35年以上の経年機が存在するものの、1000番台とともに2002年（平成14年）まで廃車は発生していなかった。しかし、2003年（平成15年）に後継機であるEH200が開発されたことから、初の廃車が発生した。
基本番台はその後もEH200の増備進展に伴い淘汰が進行しており、2007年（平成19年）3月18日のダイヤ改正では、塩尻機関区篠ノ井派出が担当する中央東線運用の大半をEH200で代替した。さらに2008年（平成20年）3月15日のダイヤ改正では篠ノ井派出の運用が消滅。同派出所属で全般検査期限に余裕がある更新機と高崎機関区所属の1000番台4両が、愛知機関区に転出した。
2010年（平成22年）3月のダイヤ改正では、上越線での定期運用が終了。岡山機関区・高崎機関区所属機が愛知機関区に転出し集中配置となった。
- 元岡山機関区所属機（EF64 1046 - 1050） は伯備線での重連総括運用が存在しないことから、空気元ダメ管や釣り合い管のホース類が撤去されていたが、配置統合後の2010年（平成22年）後半から重連運転を可能とするために再設された[15]。

2011年（平成23年）3月からJR東海管内でATS-PTが運用開始されたため中央西線・篠ノ井線運用が1000番台に置換えられた。
- 0番台はATS-PF未搭載のため伯備線のみで運用。

2012年（平成24年）3月ダイヤ改正以降の運用線区は、東北本線（黒磯以南）・高崎線・東海道本線・成田線・鹿島線・中央西線・篠ノ井線・伯備線である。
- このうち成田線・鹿島線は、新鶴見機関区所属EF65が担当していた運用移管によるものである[17]。
- 首都圏送り込みを兼ねていた中央東線運用および高崎線重連運用がEH200に統一されたため首都圏での重連運用が消滅[18]。代替の送り込み運用として東海道本線1往復が設定された[19]。

2013年（平成25年）3月をもって、0番台は全機運用を離脱した。
2013年（平成25年）度から2014年（平成26年）度にかけて、1000番台の未更新機1040・1048・1050が愛知機関区構内で解体された。保留車となっていた0番台は2015年（平成27年）3月1日時点で全機廃車となっており、愛知機関区構内で解体された。
未更新機は2018年（平成30年）度までに全機廃車となり、更新機のみとなった。
2021年（令和3年）3月13日ダイヤ改正で、首都圏での運用が終了した。
2022年（令和4年）3月12日ダイヤ改正では、中央西線でEH200やEF510（多治見以西のみ）の運用が開始され、本形式の運用の一部が置き換えられた。同改正以降の定期運用は、東海道本線（大府 - 稲沢間）・中央本線（塩尻 - 名古屋間）・篠ノ井線・伯備線である。
2022年7月1日から9月30日まで、岡山デスティネーションキャンペーン（岡山DC）のロゴマークをあしらったデザインのヘッドマークを、伯備線運用についていたEF64に掲出し運用されていた。
2023年2月にはJR貨物所属の1000番台3機が愛知機関区内で解体された（1002・1004・1015）｡
これにより1000番台の廃車解体が再開された｡

## 改造・塗色変更など

### 塗装変更機
| EF64 372016年9月30日 聖高原 - 冠着  |  | EF64 41 金ナンバー機2007年2月4日  |
| EF64 37 2016年9月30日 聖高原 - 冠着 |  | EF64 41 金ナンバー機 2007年2月4日 |

EF64 37・41（ぶどう色塗装機）
EF64 37は、2003年（平成15年）4月に茶色（ぶどう色2号）一色塗装とされた。2009年（平成21年）3月までは高崎車両センター高崎支所配置・甲府運転区常駐の形で、主に中央東線の工事列車や団体臨時列車に使用されていた。2009年（平成21年）3月14日のダイヤ改正時に長岡車両センターに転属し寝台特急「あけぼの」の牽引にも充当されるようになったが、「北陸」の廃止による必要車両数減により2010年（平成22年）3月13日付で高崎車両センターに転属となった。
2006年（平成18年）5月・6月に中央本線塩尻 - 辰野 - 岡谷間で運行される「たつのぴっかり号」「くりちゃん号」にあわせて、長野総合車両センター配置のEF64 41もEF64 37と同様にぶどう色塗装となり、同時に車両番号表記と製造銘板の文字が金色になった。折しも同センターに配置されている客車ジョイフルトレイン「浪漫」もこのころに運用離脱の噂が立っており、同車が運用離脱するまでの間は僚機のEF64 42よりもEF64 41が運用されるようになった。EF64 41は「浪漫」とEF64 42の運用離脱後も、工事列車やJR西日本所有のジョイフルトレイン「あすか」の牽引に用いられたが、2008年（平成20年）7月に運用を終了し、廃車・解体された。EF64 37は2018年（平成30年）から2019年（平成31年/令和元年）にかけて秋田総合車両センターで全般検査が施行され、出場時に新性能直流電機標準色に戻され、この塗装は消滅した。
| EF64 10012007年4月9日 高崎駅  |  | EF64 10522020年6月7日 高崎駅  |
| EF64 1001 2007年4月9日 高崎駅 |  | EF64 1052 2020年6月7日 高崎駅 |

EF64 1001・1052（ぶどう色塗装機）
高崎車両センターに配置されているEF64 1052が2018年（平成30年）4月に、EF64 1001に代わりぶどう色塗装機となって検査から出場した。
以前はEF64 1001が同塗装機で、1987年（昭和62年）3月にお座敷客車「くつろぎ」をはじめとするイベント列車牽引ならびに、EF55 1の補機としてぶどう色に白帯を配した塗装に変更された。
同機は主に高崎・上越線の工事列車・臨時列車で使用されているほか、団体臨時列車の牽引などで東海道・中央・信越・伊東線・日光線などに入線した事例もある。また、きわめて稀な例だがブルートレインの臨時牽引も担当し、廃止される以前の「北陸」や、故障により運用に就くことが不可能となったEF81などの代走として「あけぼの」の運用に就当されたこともある。同センターに配置されているD51 498の無火回送の牽引仕業に充てられる場合もある。EF64 1001は2017年（平成29年）に秋田総合車両センターで全般検査が施行され、出場時に国鉄色に戻された。
| EF64 661985年 稲沢機関区  |  | EF64 352006年7月22日 名古屋駅  |
| EF64 66 1985年 稲沢機関区 |  | EF64 35 2006年7月22日 名古屋駅 |

EF64 35・66（「ユーロライナー」専用機）
1985年（昭和60年）8月に登場した12系ジョイフルトレイン「ユーロライナー」の専用機として、EF64 66が当時稲沢機関区（現在は愛知機関区）に所属していた。（塗色変更は鷹取工場で実施）DD51とともに塗色変更されたもので、本形式としては初の塗色変更機である。同機は国鉄分割民営化後はJR東海に承継された。追加としてEF64 35が1990年（平成2年）の全般検査で塗装変更された。
- 2005年（平成17年）4月に「ユーロライナー」は廃車となったが、この2両は「ユーロライナー」色のまま静岡車両区に配置されていた。EF64 66は一般色のEF64 2とともに工事用臨時列車牽引していたが、2008年（平成20年）4月25日付で廃車された。EF64 35は名古屋車両区に常駐していたが、2009年（平成21年）1月16日付で廃車され、「ユーロライナー」専用機は消滅した。

EF64 1010（JR貨物試験塗装）
前面の塗り分けは青とクリームのままで、側面に大きく「JR」の黄文字が施された。のちに前面のクリーム色が黄色に変更されたが、最終的に後述の大宮車両所更新機塗装になった。

### JR貨物更新工事
本形式の老朽化による故障防止と修繕費用の低減および設備投資抑制の観点から更新工事が施工された。
0番台に対しては1995年（平成7年）から、1000番台に関しては2003年（平成15年）から施工された。更新A工事の施工内容は以下のとおりである。
- 主要電気配線の交換
- 主電動機電機子軸強化
- 主電動機電機子コイル巻き替えおよび絶縁強化
- 電動発電機・電動送風機の絶縁強化
- 一体圧延車輪の採用
- 車体外板の補修と貫通扉・側扉の交換
- 運転室整備（シート交換・塗色変更）
- 機械式記録式速度計の電気式化

1993年（平成5年）には更新B工事が開始され、台車台枠新製および制御装置の換装が追加されているが、予算都合上更新A工事に比べると施行数は少ない。
更新工事を施工した機関車は未施工機と区別する必要性から車体塗装が変更された。
0番台
| EF64 67（広島車両所更新）2011年10月2日 備中神代駅  |  | EF64 59（大宮車両所2色更新色）2012年7月19日 江尾駅  |
| EF64 67（広島車両所更新） 2011年10月2日 備中神代駅 |  | EF64 59（大宮車両所2色更新色） 2012年7月19日 江尾駅 |

ライトパープルをベースにディープブルーとスカイブルーで塗り分け（3色更新色）、乗務員扉はからし色とされた。広島車両所施工機は、塗装工程簡略化の観点から貫通扉もからし色のままで鎧戸はディープブルー一色とされた。大宮車両所施行車に関しても塗装工程簡略化を考慮し、1997年（平成9年）よりライトパープルとディープブルー（2色更新色）になっている。その後の全般検査は全機大宮車両所施工となったが、EF64 57は2色更新色に変更されたものの、EF64 67は広島式更新塗装を継承した塗色するなどの差異が存在する。
0番台施工機は以下のとおり。
EF64 43・47 - 51・53・56・57・59 - 65・67・68・70・72 - 77・79
1000番台（大宮車両所施行）
| EF64 1003大宮車両所更新  |  | EF64 1027車両側面の「JRF」マークが省略された  |
| EF64 1003 大宮車両所更新 |  | EF64 1027 車両側面の「JRF」マークが省略された |

最初に竣工したEF64 1015の車体塗装はEF65・EF66などと共通のJR貨物標準色であったが、EF65 1000との識別を容易にするため、2003年（平成15年）夏以降に更新されたEF64 1009以降は青を基調に白の斜めストライプを配した大宮車両所独自のデザインに変更された。また、本塗装はさらに改良が加えられ、前後ストライプ間のエアフィルター上部屋根肩にも白が入るようになり、以降このスタイルとなった。
同所での施工機は以下のとおり。
EF64 1002 - 1005・1007 - 1011・1013・1015・1017・1018・1020 - 1028・1033 - 1036・1038・1039・1042 - 1045
なお、EF64 1027は2017年（平成29年）に大宮車両所で全般検査を受けたが、車両側面の「JRF」マークが省略された状態で出場し、運用されている。
1000番台（広島車両所施行）
| EF64 1047広島車両所更新  |  | EF64 10492013年全般検査施工後  |
| EF64 1047 広島車両所更新 |  | EF64 1049 2013年全般検査施工後 |

岡山機関区配置機は、EF64 1047が2006年（平成18年）7月に、EF64 1049が11月に、EF64 1046が2007年（平成19年）2月に広島車両所で施工された。塗装は大宮車両所施工機と異なる独自デザインとされたが、EF64 1047は2012年（平成24年）全般検査の際、大宮式更新塗色に変更された。EF64 1049は2013年（平成25年）5月に、EF64 1046は10月にそれぞれ大宮車両所で全般検査を受けたが、広島車両所デザインを踏襲した塗色で出場した。
2020年（令和2年）から2022年（令和4年）にかけて、2両とも原色に変更されたため、この塗装は消滅した。

### 更新色の中止と国鉄色への復帰
（節全体の出典…）

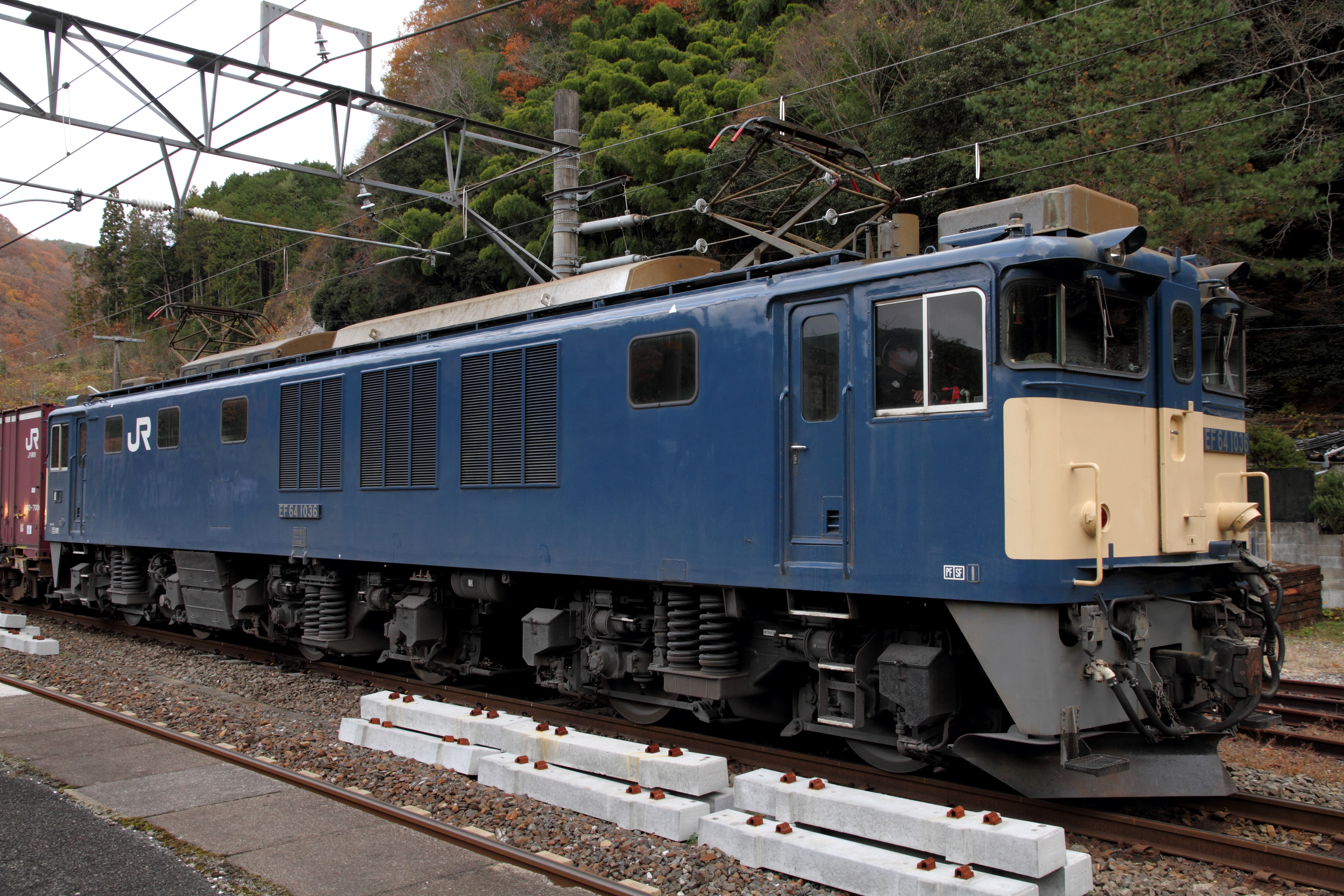
国鉄色へ復帰したEF64 1036
（2020年11月 備中神代駅）

JR貨物所属のEF64 1000の未更新機は2018年（平成30年）までに廃車または運用離脱したため、更新工事施工機のみの稼動となり未更新機と区別する必要がなくなったことから、塗装工程の簡略化のため同形機をかつての塗色であった国鉄色に復帰することにした。
まず、EF64 1028が大宮車両所で全般検査を受け、国鉄色に復帰し、2017年（平成29年）11月21日に出場。12月に運用に復帰している。また、EF64 1022も全般検査を受けて国鉄色に復帰し、2018年（平成30年）3月19日に出場した。なお、EF200以降や更新機で使われていた塗料が製造中止になったため、EF64 1022以降から使用塗料を変更している。
施工当初は、全般検査で同車両所へ入場する同形機全てを順次国鉄色へ復帰させる予定であったが、2022年（令和4年）2月のEF64 1046をもって、本形式の全般検査は終了したため、復帰施工機は所属35機中21機で、14機は国鉄色に復帰しない。
国鉄色の復帰施工機は、次のとおりである。
1021 - 1026・1028・1033 - 1039・1042 - 1047・1049号機

### 電車牽引用特殊装備の設置
| EF64 10302021年2月5日 E235系配給列車  |  | EF64 1031電車牽引用特殊装備  |
| EF64 1030 2021年2月5日 E235系配給列車 |  | EF64 1031 電車牽引用特殊装備 |

総合車両製作所新津事業所（旧JR東日本新津車両製作所）では、JR東日本の通勤形・一般形電車を製造しているが、同所で落成した車両を首都圏へ配給回送するため、電車牽引用装備を長岡車両センター配置の1030 - 1032が装備する。
- EF63全機やEF81 134・136・139 - 141・151と同等の双頭型両用連結器に交換。1030・1031は1994年度改造。1032は2009年度改造。
- ブレーキ読替指令装置を搭載し制御のためのジャンパ連結器[注 34]を装備。

各総合車両センターで改造落成した車両の配給回送でも運用されるほか、廃車車両の解体作業が従来の大宮総合車両センターから長野総合車両センターに移管されたため、長野への廃車車両の牽引回送でも運用される。その様子を指して、愛好家からは「死神」という俗称で呼ばれることもある。
特殊な例では、E233系をベースとする小田急電鉄の4000形が、乗り入れ先の常磐緩行線に導入が予定されていたCBTC関連工事（白紙化）及び、千代田線ホームドア関連工事を行うため、EF64 1030 - 1032牽引で、事前に回送してあった松戸車両センターから大宮総合車両センターに配給回送されたことがある。

## 現状
JR貨物
2024年（令和6年）現在
愛知機関区
EF64 1020 - 1028・1033 - 1039・1042 - 1047・1049
JR東日本
2022年（令和4年）1月21日現在
ぐんま車両センター
EF64 1001・1053
新潟車両センター
EF64 1030 - 1032・1051

## 運用線区

### 奥羽本線
奥羽本線では1949年に直流電化されていた板谷峠越えの福島駅 - 米沢駅間用として1964年よりEF64 1 - 12の12両が福島第二機関区に配置され、従来のEF16形が置き換えられた。置き換えられたEF16形は上越線へ転用された。
EF64形は客車列車や貨物列車の牽引、またキハ80系による特急「つばさ」「やまばと」の補機としても使用された。
1959年12月には福島第一機関区と福島第二機関区が統合して福島機関区となった。1960年3月に東北本線白河駅 - 福島駅間が電化された際は、奥羽本線の交直転換地点として福島駅構内扱いの中川扱所が設けられ、中川扱所から米沢駅までが直流電気機関車の牽引となった。
ヨンサントオ改正を控えた1968年9月の奥羽本線米沢駅 - 山形駅間交流電化に合わせて板谷峠区間も交流電化に切り換えられたため、EF64形は奥羽本線運用を終了して中央本線へ転用された。交流電化切換後の板谷峠ではEF71形とED78形が投入された。

### 中央東線・篠ノ井線
1966年より中央東線の輸送力増強のためEF64 13 - 28が甲府機関区に新製配置され、ED61形の運用が置き換えられた。続いて電気暖房装置を搭載した31号機以降のグループが登場しており、EF13形による客車普通列車の運用が順次置き換えられた。
1973年には篠ノ井線と中央西線が電化され、同時に開設された篠ノ井機関区にもEF64形が集中配置された。
1975年以降はEF64形4両が甲府機関区に新製増備されたことで0番台79両の増備が完了し、捻出されたED61形がED62形に改造の上で飯田線に転用された。この間の1975年3月改正では中央東線の定期客車列車の運用が終了した。
2001年にはEF64形の後継となる2車体8軸のEH200形の試作車が、2003年からは量産車がともに高崎機関区に配置された。2008年3月改正では塩尻機関区篠ノ井派出（2004年に篠ノ井機関区から組織変更）のEF64形0番台の運用が消滅した。
2010年にJR貨物のEF64形の配置が愛知機関区に集約されてからも1000番台が運用されていたが、2012年3月改正で中央東線での運用を終了した。しなの鉄道線（旧信越本線）の西上田駅や坂城駅を発着する石油貨物列車にもEF64形が使用されていたが、西上田駅発着は2011年3月改正で廃止され、坂城駅発着も2012年3月改正でEH200形に置き換えられた。

### 中央西線
中央西線では1968年の瑞浪駅 - 中津川駅間電化の際に奥羽本線交流化で転入したEF64 1 - 12が稲沢第二機関区に配置され、1966年の名古屋駅 - 瑞浪駅間電化時に投入されたEF60形の運用が置き換えられた。
1973年には中央本線と篠ノ井線が全線電化となった。中央西線では旅客列車がディーゼル機関車化された後も貨物列車で蒸気機関車の運用が残り、中津川機関区と木曽福島機関区のD51形が使用されていたが、この電化により運用を終了した。
国鉄時代より中央西線では急行「きそ」「ちくま」のうち名古屋駅 - 長野駅間でEF64形が牽引しており、「ちくま」は民営化後も運転されていた。牽引は稲沢機関区の担当であったが、1997年10月改正で夜行急行「ちくま」がJR東海の383系電車に置き換えられたため、中央西線での定期客車列車運用が消滅した。
1995年には稲沢機関区が愛知機関区に組織変更された。2009年より1000番台の配置が愛知機関区に集約された。
JR東海管内でのATS-PT使用開始に伴い、ATS-PFを搭載しない0番台は2011年に中央西線での運用を終了した。2011年3月改正以降は東海道本線および同線支線の美濃赤坂駅を発着する石灰石輸送列車など名古屋地区の貨物列車牽引にもEF64形が使用されるようになった。

### 上越線
上越線ではEF64形1000番台投入前年の1979年に甲府機関区から0番台5両が長岡運転所に転入した。1980年からはEF64形1000番台の新製配置が本格開始され、従来使用されていたEF15形・EF16形・EF58形の置き換えが開始された。1000番台53両の増備が完了した1982年には0番台5両が甲府機関区に再転出した。
貨物列車ではEF16形に代わる前補機としても使用され、EF65形1000番台牽引の貨物列車の前方に連結されることもあった。優等旅客列車はEF58形に代わって急行「鳥海」「天の川」、特急「北陸」を牽引した。1987年の国鉄分割民営化では長岡運転所と高崎運転所の所属機がJR東日本に、高崎機関区の所属機がJR貨物に継承された。
JR東日本では長岡運転所（後の長岡車両センター）所属機が上野駅 - 長岡駅間で寝台特急「出羽」「鳥海」「北陸」「あけぼの」を牽引していた。「あけぼの」は従来の東北本線・奥羽本線経由から上越線経由に変更された1997年より上野駅 - 青森駅間の全区間でEF81形の牽引とされていたが、2009年3月のダイヤ改正で上野駅 - 長岡駅間がEF64形による牽引に変更された。
信越本線黒井駅と二本木駅を結ぶ化成品貨物列車（通称「二本木貨物」）は、国鉄分割民営化後はJR東日本に委託されて田端運転所のEF62形で運転されていたが、1993年のダイヤ改正でJR貨物のEF64形の運用となった。2007年に牽引機がEF81形に変更されたが、二本木貨物は同年中に廃止された。
高崎機関区に配置されていたEF64形は2009年より愛知機関区へ転出し、同区へ集中配置となった。
2010年3月改正で上越線の定期貨物列車は全てEH200形に置き換わり、旅客列車も同改正で寝台特急「北陸」が廃止された。「あけぼの」も2014年3月のダイヤ改正で定期運転が廃止された。

### 東京地区
長らくED16形が運用されていた青梅線・南武線では、1981年よりEF64形がEF15形とともに立川機関区へ転入した。奥多摩駅から浜川崎駅への石灰石輸送列車に投入されたほか、安善駅と拝島駅を結ぶ米軍向け燃料輸送列車（米タン）の牽引にも使用された。
1984年にはEF64形1000番台も転入し、当初併用されていたEF15形が置き換えられた。1984年2月改正での立川機関区廃止により八王子機関区へ転出したが、1986年には八王子機関区への配置もなくなり、篠ノ井機関区・稲沢機関区・高崎第二機関区へ転出した。東京地区の貨物列車は高崎第二機関区→高崎機関区の管轄となった。
山手貨物線ではEF58形の牽引で隅田川駅と品川駅、後に横浜羽沢駅を結ぶ荷物列車（荷2634・荷2631列車）が運転されていたが、1985年3月改正でEF64形1000番台に置き換わり、1986年11月改正でこの荷物列車自体が廃止された。
1998年には青梅線・南武線の石灰石輸送列車が運転を終了した。高崎機関区の1000番台は2010年までに愛知機関区の配置に集約された。
2012年には新鶴見機関区のEF65形に代わって鹿島線の運用が設定された。鹿島線運用は2013年にEF65形に戻ったものの、2016年に再びEF64形による運用となった。根岸線根岸駅や東北本線黒磯駅への運用もあったが、両線区とも2016年に運用を終了した。残る鹿島線ほか首都圏の運用は2022年に終了し、首都圏でのEF64形の運用が消滅した。

### 伯備線
伯備線は1982年の電化の際に0番台が岡山機関区に転入し、分割民営化前には1000番台も転入した。民営化後の1988年3月改正以降は1000番台に統一され、1990年には1000番台5両配置の体制となった。
2009年よりJR貨物のEF64形は愛知機関区への集中配置となり、岡山機関区のEF64形も愛知機関区へ転出した。2011年には中央西線で運用を終了した0番台が一時的に伯備線で運用されたが、2013年以降は再び1000番台に統一された。
2022年3月改正時点で定期列車は岡山貨物ターミナル駅 - 伯耆大山駅間に3往復のコンテナ貨物列車の設定があり、単機で牽引されている。愛知機関区への配置集約後も岡山機関区に常駐しており、所属先の愛知機関区との間で定期的に差し替えられている。

## 廃車
2015年（平成27年）度までに64両（基本番台57両・1000番台7両）が廃車された。
※斜体は更新施工機
- 2003年（平成15年）度：11両
  - JR東日本：EF64 1029
  - JR貨物：EF64 3・5 - 8・14・21・24 - 26
- 2004年（平成16年）度：7両
  - JR貨物：EF64 11・16 - 19・23・32
- 2005年（平成17年）度：3両
  - JR貨物：EF64 13・18・65
- 2006年（平成18年）度：5両
  - JR東日本：EF64 42
  - JR貨物：EF64 12・27・28・29
- 2007年（平成19年）度：14両
  - JR貨物：EF64 22・30・40・44 - 46・48 - 50・52・54・55・58・62
- 2008年（平成20年）度：17両
  - JR東日本：EF64 41
  - JR東海：EF64 2・35・66
  - JR西日本：1・9
  - JR貨物：EF64 4・15・20・56・57・64・69・71・73・78・79
- 2011年（平成23年）度：1両
  - JR東日本：EF64 36
- 2012年（平成24年）度：1両
  - JR貨物：EF64 1007
- 2013年（平成25年）度：3両
  - JR貨物：EF64 1040・1048・1050
- 2015年（平成27年）度：4両
  - JR東日本：EF64 38・39
  - JR貨物：EF64 1014・1041
- 2017年（平成29年）度：1両
  - JR貨物：EF64 1012
- 2018年（平成30年）度：3両
  - JR貨物：EF64 1006・1016・1019
- 2021年（令和3年）度：2両
  - JR東日本：EF64 37・1052
- 2025年（令和7年）度：1両
  - JR東日本：EF64 1001[66]

## 保存機
| 画像 | 番号    | 所在地                                                     | 備考 |
| ---- | ------- | ---------------------------------------------------------- | --- |
|      | EF64 18 | 山梨県甲州市勝沼町菱山3040 甚六桜公園 （勝沼ぶどう郷駅前） | 2005年（平成17年）に廃車。翌2006年（平成18年）11月23日から25日にかけて、塩尻機関区篠ノ井派出から勝沼ぶどう郷駅前まで陸送された |
|      | EF64 77 | 愛知県稲沢市 愛知機関区 ※解体済み                          | 廃車後にJR更新色から、かいじ国体に合わせて運行されたお召し列車牽引時の塗色に復元されている。 長らく屋外に長期保管されていたが、2019年（令和元年）11月に一部の部品を抜き取った上で同機関区解体線に移動し、翌2020年（令和2年）1月に解体された。 |
|      | EF64 22 | 鳥取県八頭郡八頭町 ※カットボディ                           | 個人所有 |